# Podanthe
Podanthe là một chi rêu trong họ Acrobolbaceae.